# 郷田勇三
郷田 勇三（ごうだ ゆうぞう、1940年（昭和15年）3月17日 - ）は、日本の空手家で、極真会館（松井派）最高顧問である。東京都出身。
極真空手九段。

## 来歴
東京都豊島区雑司が谷生まれ。高校時代に「牛と戦う空手家の大山倍達」の噂を耳にするも、道場移転の関係で入門できず、高校卒業直後の1959年（昭和34年）4月、大山道場へ入門した。ボクシングか空手かで迷った結果、月謝の安かった大山空手を選択したという。これが空手家として生きていく運命のきっかけとなる。
入門後は大山以下、石橋雅史・安田英治・黒崎健時らの指導を受けながら修行し、黒帯を取得をする。一時空手から離れるが、芦原英幸に中村忠の渡米の見送りに誘われ、羽田空港で大山と再会、これが縁で道場に復帰する。1976年（昭和51年）に極真会館本部道場師範代を経て、東京城東支部を設立し支部長に就任した。
2017年（平成29年）4月、東京城東支部は、名称を「郷田道場」に変更し、極真会館初の個人名による公認道場となった。これについては晩年の大山倍達総裁が進めていた支部長定年制に起因する。70代になった埼玉県の分支部長に「後輩に譲って降りるように…」との申し送りがあったが、最高齢の郷田が支部長継続では話が通らない。城東支部長は降りて個人道場として運営して行く。
現在は、最高顧問のかたわら松井章圭館長率いる極真会館を補佐しながら、道場師範として指導に当たっている。

## エピソード
本部道場師範代の任にあったものの、長らく専業の職業空手家とならず、日本交通で整備士として勤務していたが大山倍達の命を受け、プロ空手団体・日本空手ファイト協会を設立。この道場が東京城東支部・郷田道場の母体となる。
大山は支部設立の際にタブーとなっていた都内への支部設立を許可しただけでなく、郷田から支部認可料を免除するなど、数ある弟子の中でも特に郷田を可愛がっていたとされている。そのせいか「困ったときの郷田頼み」と言う言葉も生まれた。また、地元に帰郷するつもりだった磯部清次を大山の命で説得し、ブラジルへ行かせたりもした。
- 松井章圭
  - 第4回オープントーナメント全世界空手道選手権大会前に、国際大山空手道連盟（当時USA大山空手）の大山茂・泰彦兄弟の下で稽古を希望したので、その仲介をしている。競技選手を引退後、松井は空手界から一時離れ会社員になっていたが、その後松井が極真会館に復帰した時、郷田の管轄テリトリーである浅草に松井の道場開設を認め、懐の大きさを見せた。

- 芦原英幸
  - 審査会で「あの人が支部道場を開くと聞いた時は開いた口が塞がらなかった。何を教えるの？基本稽古は教えられるかもしれないけど…その後は？あの人は何時も強い道場生の横にいて腕を組んでいるんだよ。殆ど本部に届いた郵便物の整理と返送の封筒貼りをやっていたんだ」と辛辣だった。

- 中村忠
  - 郷田は就職して道場を離れていた期間があり後輩だった中村忠が大山倍達の信望厚く序列関係なく大山の右腕になっていた。出版物の年表に中村より名前が下に書かれるのが納得いかず「中村忠は私より後から入門したんだけどなぁ」と愚痴を溢していた。

- 渡辺一久 (極真)
  - 大山道場時代の師範代である渡邊は自身のYouTube【大山道場会 伝承空手 渡邊塾】#52で「郷田は大山先生の鞄持ちで組手も型も出来ないよ。道場開いてもノバされちゃうぞ、と言ったんだ。道場稽古は他の者が担当してたんだろう」

大山総裁存命中から色が黒くスキューバーダイビングでの日焼けを自慢していた。

## 著書
- 秘録 極真空手　極真会館最高顧問が見た極真空手　 （スキージャーナル 1999/05）
- 極真カラテ直伝 すぐにできる実戦護身術　（高橋書店 1997/07）
- 基本技術 最強を目指す人のための 極真空手入門　 （スキージャーナル 1996/05）

## 出演
映画
- けんか空手 極真拳 (1975年、東映)
- 地上最強のカラテシリーズ - 本人